# Aeroportul Internațional Jeju
Aeroportul Internațional Jeju (IATA: CJU, ICAO: RKPC) este un aeroport din Jeju, Coreea de Sud ce deservește zona Jeju⁠(d). Aeroportul a fost tranzitat în 2022 de 29.703.662 de pasageri.
Situat la o altitudine de 36 m, aeroportul dispune de 2 piste. Este operat de Korea Airports Corporation⁠(d).

## Infrastructură

### Piste
Aeroportul dispune de 2 piste. Pista 07/25 are suprafața de asfalt și dimensiunile 3.180 m × 45 m. Pista 13/31 are suprafața de asfalt și dimensiunile 1.900 m × 45 m. 